# Ojén

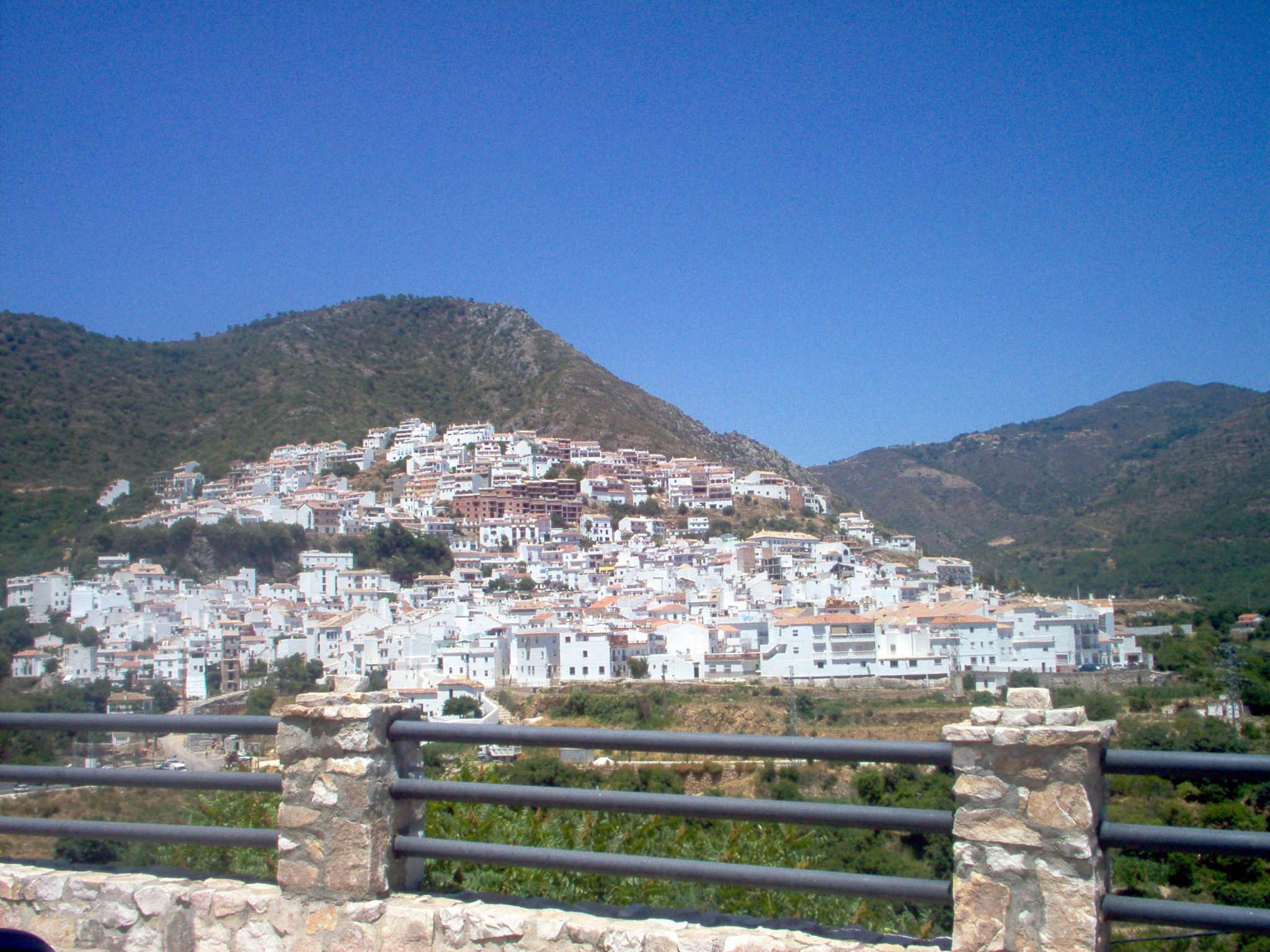

Ojén è un comune spagnolo di 2 041 abitanti situato nella comunità autonoma dell'Andalusia.

## Altri progetti

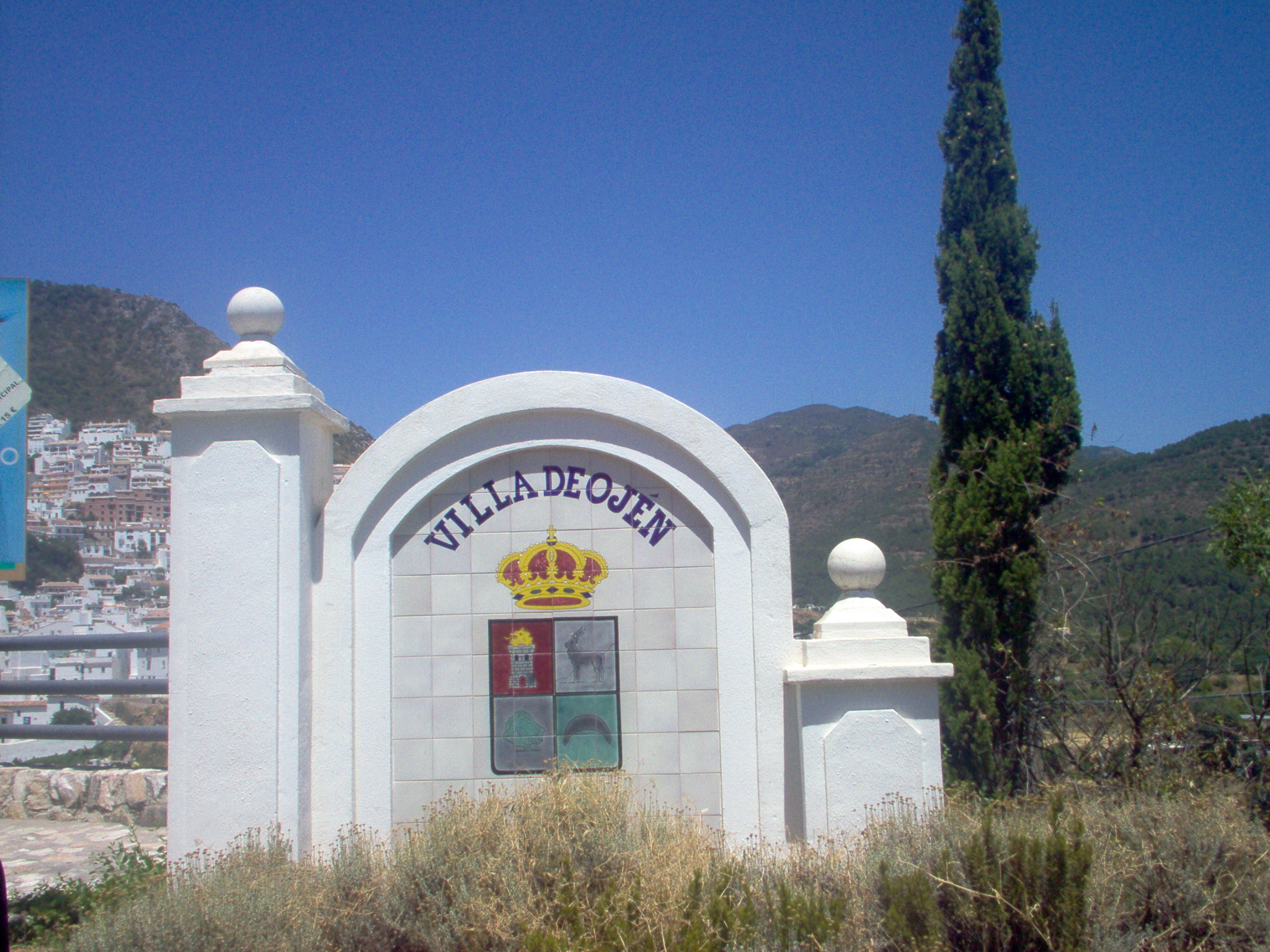